# Купинечки Краљевец
Купинечки Краљевец је насеље у саставу Града Загреба. Налази се у четврти Брезовица. До територијалне реорганизације у Хрватској налазио се у саставу ужег подручја Града Загреба.

## Становништво
На попису становништва 2011. године, Купинечки Краљевец је имао 1.957 становника.

## Попис1991.
На попису становништва 1991. године, насељено место Купинечки Краљевец је имало 1.305 становника, следећег националног састава:
| Попис 1991.‍   | Попис 1991.‍  | Попис 1991.‍ | Попис 1991.‍ | Попис 1991.‍ |
| ------------- | ------------ | ----------- | ----------- | ----------- |
|               |              |             |             |             |
| Хрвати        | Хрвати       |             | 1.257       | 96,32%      |
| Срби          | Срби         |             | 18          | 1,37%       |
| Југословени   | Југословени  |             | 8           | 0,61%       |
| Муслимани     | Муслимани    |             | 3           | 0,22%       |
| Словенци      | Словенци     |             | 2           | 0,15%       |
| Немци         | Немци        |             | 1           | 0,07%       |
| Русини        | Русини       |             | 1           | 0,07%       |
| неопредељени  | неопредељени |             | 7           | 0,53%       |
| регион. опр.  | регион. опр. |             | 1           | 0,07%       |
| непознато     | непознато    |             | 7           | 0,53%       |
| укупно: 1.305 |              |             |             |             |